# タタマガッチ沖の海戦
タタマガッチ沖の戦い（タタマガッチおきのたたかい、英: Naval Battle off Tatamagouche）または1745年6月15日の海戦は、ニューイングランドの3隻の軍艦と、1745年のルイブールの戦いの救援に向かっていた、フランスと、同盟関係のインディアンを乗せた護衛艦隊との海戦である。フランスと同盟インディアンの軍勢は、4隻からなる護衛艦隊と50隻のカヌーに1200人の兵士を乗せていた。フランスの指揮官はポール・マリン・ド・ラ・マルグで、一方イギリスの指揮官はデヴィッド・ドナヒュウだった。
この時のニューイングランド軍の戦況は好調で、ロワイヤル島の総督ルイ・デュポン・デュシャボンは、マリンの到着の前に、ニューイングランド軍がルイブールで戦闘を起こすと見ていた（当時、ルイブールのニューイングランド軍4200人に対してフランス軍は1800人しかいなかった）。しかしその翌日、ニューイングランド軍は「戦闘を起こす」どころか、ルイブールでフランスを叩きのめしてしまった。

## 歴史的背景
1745年5月、ポール・マリン・ド・ラ・マルグ率いる200人部隊と100人のミクマク族がアナポリスロイヤルを包囲した。この包囲は3週間続いたが、その後マリンは、フランス軍のルイブール防衛の救援に派遣された 。
アナポリスの包囲戦の間、フランスと同盟関係にあるミクマク族とマリシート族が、イギリス軍のウィリアム・ポートとモホーク族の猟兵を何人か捕囚した。ポートはアカディアとノバスコシアの獄中から手紙を書き送った、それは、捕虜の手記の中でも、最も影響力のあるものだった。ポートは、アカディアの住民が、コベキドのフランス兵は、イギリス人の遺体は置き去りにしても、剥いだ皮 を持ち帰らなければならなかったと話していたことについて記している。

## 戦闘

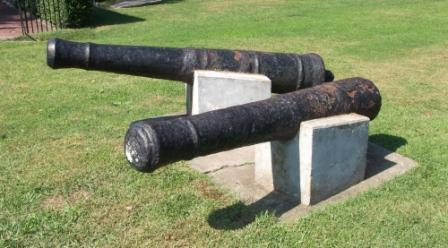
ニューポート歴史協会にあるターター号の大砲

大尉ドナヒュウが乗艦するレゾリューション号（12門スループ船、乗組員50）には、大尉フォーンズの乗船するターターTartar号（14門、乗組員100）と、やはり大尉のロバート・ベケットの乗船するボネッタ号（6門）とが随行していた。ターターとボネッタは、フランスとインディアンの兵が野営していると思われる場所からの煙を見て、レゾリューションを残して煙を追跡に出た。そのすぐ後、マリンが率いるフランス艦隊が現れた。インディアンのカヌーを目にしたドナヒュウは、自らのレゾリューションにフランス国旗を掲揚し、インディアンたちに、この船は戦利品を摘んだフランスの私掠船だと思わせた。
風が凪いで来て、レゾリューションは、周囲をフランス艦隊とカヌーに取り囲まれた状態で停船した。そして1745年6月15日午前10時、ドナヒュウはレゾリューションにイギリスの国旗を掲げ、2時間にわたる戦闘が始まった。ドナヒュウによれば、レゾリューションは4ポンド砲から、200発の砲弾を浴びせ、3ポンド砲からは53発をフランス艦4隻に浴びせた。後にドナヒュウは、自艦の旋回砲と小銃の攻撃は、常に敵を弄んでいたと話している。イギリス側はこれを、フランスとインディアンにとっての「大いなる完敗」としている 。
フランスの護衛艦隊は結局タタマガッチへ退却し、ニューイングランド軍の攻撃を予想して砦を築いた。他にもニューイングランド船が現れたが、最初の攻撃から1週間後、おそらくは負けが込んだせいで、ヒューロン族は護衛艦隊を捨て、ケベックへ戻った。
フォーンズはターターをロードアイランドの母港まで無事に航行した。この艦の2門の大砲が、ニューポート歴史協会の庭に陳列されている。かつてこの大砲は、やはりニューポートのワシントン・スクエアにある、オリヴァー・ペリー記念碑の近くに据えられていた。

## ルイブールの戦い後の英仏関係

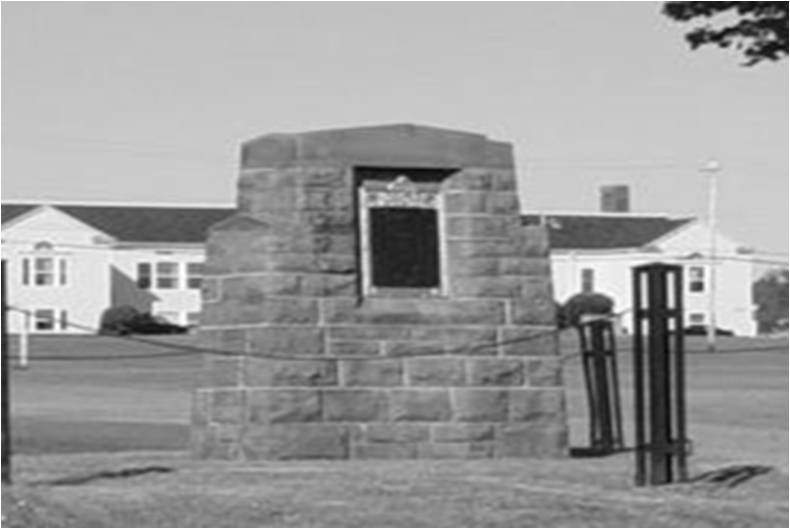
タタマガッチの海戦の記念碑
（ノバスコシア州タタマガッチ）

この海戦はルイブールの陥落に大きな意味を持った。マリンの救援が妨害されたためだった。
ルイブール陥落から数週間がたち、ドナヒュウとフォーンズは再びマリンと交戦した。現在のカンゾ海峡の近くであった。ドナヒュウと11人の兵が上陸したところ、すぐさま300人のインディアンが彼らを取り囲んだ。ドナヒュウと5人の兵が殺され、残った6人は捕囚された。伝えられるところによると、インディアンはドナヒュウの胸元を切り開いて血をすすり、彼と兵たちの体の一部を食べたと言われる。この話は、ルイブールに漂っていた、陰鬱でいらいらした気分を大いに高めた。7月19日、レゾリューション号は、ハーフマストに国旗を掲げて、ゆっくりとルイブールに入港した。この船の指揮官であるドナヒュウの恐ろしくて不運な話は、すぐさまルイブールの乗組員の間に広まった。
この戦いを記念して、1939年8月に、港を見下ろすタタマガッチの地に記念碑がたてられた。